# Cámara de Senadores de la Provincia de Santa Fe
La Cámara de Senadores de la Provincia de Santa Fe es la Cámara Alta del Poder Legislativo provincial de Santa Fe, compuesto por 19 bancas que representan a cada uno de los departamentos en los que se divide la provincia.
El Senado provincial es presidido por el vicegobernador o vicegobernadora de la Provincia de Santa Fe, que solo tiene derecho a voto en casos de empate.
El mandato de los senadores duran cuatro años y son reelegibles. El mandato de ellos empieza y termina simultáneamente con los del gobernador y del vicegobernador.
Además, también se elige un presidente provisional y dos vicepresidentes provisionales para completar períodos en caso de que se produzcan vacantes. También se elige un secretario administrativo, un secretario legislativo y un subsecretario, nombrados por la mayoría absoluta de votos de la Cámara.

## Miembros y elecciones

### Requisitos de elegibilidad
Según el artículo 36.º de la Constitución de la Provincia de Santa Fe, se establece que, para postulare a ser senador de la provincia de Santa Fe, había que cumplir los siguientes requisitos:

Son elegibles para el cargo de senador los ciudadanos argentinos que tengan, por lo menos, treinta años de edad y dos años de residencia inmediata en el departamento.

### Elecciones
La cámara de Senadores se renueva cada cuatro años, y sus mandatos comienzan y terminan simultáneamente con el del gobernador y vicegobernador. Los senadores son electos directamente por el pueblo. Los mandatos de los senadores son por cuatro años y pueden ser reelegidos en sus funciones indefinidamente. Se eligen un senador por departamento, correspondiendo la banca al partido que obtenga mayor cantidad de votos.

### Juramento
Los Senadores electos deben jurar en la sesión preparatoria, o en la primera sesión que asistan, a viva voz, siendo interrogados en los términos siguientes:

¿Juráis por Dios y por la Patria desempeñar fielmente el cargo de senador y obrar en todo de conformidad con lo que prescriben la Constitución y las leyes de la Provincia?

También existen dos fórmulas más, siendo estas:
2.ª. Fórmula:

¿Juráis por la Patria desempeñar fielmente el cargo de senador y obrar en todo de conformidad con lo que prescriben la Constitución y las leyes de la Provincia?

3.ª. Fórmula:

¿Juráis por vuestro honor desempeñar fielmente el cargo de 
senador y obrar en todo de conformidad con lo que prescriben la Constitución y las leyes de la Provincia?

A esto, el senador contestara "Sí, Juro". En el primer caso, el presidente señalará: "Si así lo hicieres, habréis cumplido con vuestro deber y si no, Dios y la Patria os lo demanden."; en los otros dos, responderá "Si así lo hicieres, habréis cumplido con vuestro deber y si no, la Patria os lo demanden".

## Composición actual (2023-2027)
| Departamento     | Senador                    | Bloque | Bloque                       |
| ---------------- | -------------------------- | ------ | ---------------------------- |
| Belgrano         | Pablo Horacio Verdecchia   |        | Unidos para Cambiar Santa Fe |
| Caseros          | Eduardo Daniel Rosconi     |        | Casilda Avanza               |
| Castellanos      | Alcides Lorenzo Calvo      |        | Partido Justicialista        |
| Constitución     | Germán Eduardo Giacomino   |        | Unidos para Cambiar Santa Fe |
| Garay            | Germán Ariel Baumgartner   |        | Unidos para Cambiar Santa Fe |
| General López    | Leticia Di Gregorio        |        | Unidos para Cambiar Santa Fe |
| General Obligado | Orfilio Eliseo José Marcón |        | Unidos para Cambiar Santa Fe |
| Iriondo          | Hugo Jesús Rasetto         |        | Unidos para Cambiar Santa Fe |
| La Capital       | Julio Francisco Garibaldi  |        | Unidos para Cambiar Santa Fe |
| Las Colonias     | Rubén Regis Pirola         |        | Partido Justicialista        |
| Nueve de Julio   | Joaquín Raúl Gramajo       |        | Unite                        |
| Rosario          | Ciro Ruperto Seisas        |        | Unidos para Cambiar Santa Fe |
| San Cristóbal    | Felipe Enrique Michlig     |        | Unidos para Cambiar Santa Fe |
| San Javier       | Oscar Alfredo Dolzani      |        | Unidos para Cambiar Santa Fe |
| San Jerónimo     | Leonardo Andrés Diana      |        | Unidos para Cambiar Santa Fe |
| San Justo        | Rodrigo Leandro Borla      |        | Unidos para Cambiar Santa Fe |
| San Lorenzo      | Armando Traferri           |        | Partido Justicialista        |
| San Martín       | Esteban Federico Motta     |        | Unidos para Cambiar Santa Fe |
| Vera             | Osvaldo Hugo Segundo Sosa  |        | Partido Justicialista        |

## Composición histórica
| 2019-2023        | 2019-2023                  | 2019-2023 | 2019-2023                                |
| Departamento     | Senador                    | Bloque    | Bloque                                   |
| ---------------- | -------------------------- | --------- | ---------------------------------------- |
| Belgrano         | Guillermo Cornaglia        |           | Juan Domingo Perón                       |
| Caseros          | Eduardo Daniel Rosconi     |           | Lealtad                                  |
| Castellanos      | Alcides Lorenzo Calvo      |           | Lealtad                                  |
| Constitución     | Germán Eduardo Giacomino   |           | Unión Cívica Radical                     |
| Garay            | Ricardo Adolfo Kaufmann    |           | Lealtad                                  |
| General López    | Lisandro Rudy Enrico       |           | Unión Cívica Radical                     |
| General Obligado | Orfilio Eliseo José Marcón |           | Unión Cívica Radical                     |
| Iriondo          | Hugo Jesús Rasetto         |           | Unión Cívica Radical - Unión Santafesina |
| La Capital       | Marcos Antonio Castelló    |           | Lealtad                                  |
| Las Colonias     | Rubén Regis Pirola         |           | Juan Domingo Perón                       |
| Nueve de Julio   | Joaquín Raúl Gramajo       |           | Juan Domingo Perón                       |
| Rosario          | Miguel Elías Rabbia        |           | Lealtad                                  |
| San Cristóbal    | Felipe Enrique Michlig     |           | Unión Cívica Radical                     |
| San Javier       | José Ramón Baucero         |           | Juan Domingo Perón                       |
| San Jerónimo     | Leonardo Andrés Diana      |           | Frente Amplio Progresista                |
| San Justo        | Rodrigo Leandro Borla      |           | Unión Cívica Radical                     |
| San Lorenzo      | Armando Traferri           |           | Juan Domingo Perón                       |
| San Martín       | Cristina Antonia Berra     |           | Lealtad                                  |
| Vera             | Osvaldo Hugo Segundo Sosa  |           | Juan Domingo Perón                       |

| 2015-2019        | 2015-2019                  | 2015-2019 | 2015-2019                          |
| Departamento     | Senador                    | Bloque    | Bloque                             |
| ---------------- | -------------------------- | --------- | ---------------------------------- |
| Belgrano         | Guillermo Cornaglia        |           | Justicialista                      |
| Caseros          | Eduardo Daniel Rosconi     |           | Justicialista                      |
| Castellanos      | Alcides Lorenzo Calvo      |           | Justicialista                      |
| Constitución     | Germán Eduardo Giacomino   |           | Frente Progresista Cívico y Social |
| Garay            | Ricardo Adolfo Kaufmann    |           | Justicialista                      |
| General López    | Lisandro Rudy Enrico       |           | Frente Progresista Cívico y Social |
| General Obligado | Orfilio Eliseo José Marcón |           | Frente Progresista Cívico y Social |
| Iriondo          | Hugo Jesús Rasetto         |           | Frente Progresista Cívico y Social |
| La Capital       | Emilio Jatón               |           | Frente Progresista Cívico y Social |
| Las Colonias     | Rubén Regis Pirola         |           | Justicialista                      |
| Nueve de Julio   | Joaquín Raúl Gramajo       |           | Justicialista                      |
| Rosario          | Miguel Ángel Cappiello     |           | Frente Progresista Cívico y Social |
| San Cristóbal    | Felipe Enrique Michlig     |           | Unión Cívica Radical               |
| San Javier       | José Ramón Baucero         |           | Justicialista                      |
| San Jerónimo     | Danilo Hugo José Capitani  |           | Justicialista                      |
| San Justo        | Rodrigo Leandro Borla      |           | Frente Progresista Cívico y Social |
| San Lorenzo      | Armando Traferri           |           | Justicialista                      |
| San Martín       | Cristina Antonia Berra     |           | Justicialista                      |
| Vera             | Osvaldo Hugo Segundo Sosa  |           | Justicialista                      |

## Comisiones parlamentarias
El Senado usa comisiones para poder tratar temas detalladamente y en profundidad. La designación de los senadores que integrarán las comisiones permanentes, especiales, bicamerales o investigadoras se hará en forma que los sectores políticos estén representados en la misma proporción que en el seno de la Cámara. Las comisiones, por intermedio de sus presidentes, están facultadas para requerir informes y realizar todas aquellas diligencias que consideren necesarias para el estudio de los asuntos sometidos a su consideración. Asimismo, pueden dictar su reglamento de funcionamiento interno y organizarse en no más de dos subcomisiones por razones de trabajo, por tiempo determinado y al sólo fin de profundizar el estudio de un asunto que así lo requiera. Las comisiones pueden convocar a audiencia pública cuando deban considerar proyectos o asuntos de trascendencia pública.

### Comisiones permanentes
Las comisiones permanentes son fijas y cada una se encarga de tratar temas específicos. De acuerdo con lo establecido en el reglamento, y modificado en la Sala de Sesiones el 15 de marzo de 2012, en el Senado funcionan diecisiete comisiones permanentes:
| - Comisión de Asuntos Comunales y Municipales, Desarrollo Regional y Defensa Civil - Comisión de Asuntos Constitucionales y Legislación General - Comisión de Asuntos Hídricos - Comisión de Comercio Exterior - Comisión de Cultura y Comunicación Social - Comisión de Derechos Humanos - Comisión de Desarrollo Social - Comisión de Economía, Agricultura, Ganadería, Industria, Comercio y Turismo - Comisión de Educación, Ciencia, Tecnología e Innovación | - Comisión de Hábitat - Comisión de Legislación del Trabajo - Comisión de Obras, Servicios Públicos y Vivienda - Comisión de Peticiones, Reglamento y Juicio Político - Comisión de Presupuesto y Hacienda - Comisión de Relaciones Internacionales - Comisión de Salud Pública y Conservación del Medio Ambiente Humano - Comisión de Seguridad Pública |

#### Comisiones bicamerales
La Cámara puede aceptar de la Cámara de Diputados o proponerle a esta, la creación de comisiones bicamerales o bicamerales mixtas para el estudio de materias de interés común o cuya complejidad o importancia lo hagan necesario. Estás son las siguientes:
- Comisión Bicameral de Análisis Salarial y Condiciones de Trabajo[23]
- Comisión Bicameral de Biblioteca[24]
- Comisión Bicameral de FER (Fondo de Electrificación Regional)[25]
- Comisión Bicameral de Límites[26]
- Comisión Bicameral de Seguimiento de Casinos y Bingos[27]
- Comisión Bicameral de Seguimiento de la Emergencia Económica[28]
- Comisión Bicameral de Seguimiento "Programa Equipar Santa Fe"[29]

#### Comisiones especiales
Sin perjuicio de las comisiones permanentes, la Cámara puede resolver la creación de comisiones especiales o especiales mixtas para reunir antecedentes y dictaminar sobre una materia determinada. Se entiende por comisiones mixtas aquellas integradas por legisladores, como así también por especialistas, académicos y profesionales con formación y conocimientos en la materia objeto de la comisión de que se trate.